# 趙騭
趙騭（?—?），字玄錫，唐朝京兆奉天人。嶺南節度使趙植之孙，興元節度判官趙存約之子，趙隱之弟。
趙騭年少孤贫，与哥哥赵隐称友悌，其父赵存约辟署兴元李绛府。兴元军乱，与李绛同时遇害。兄弟庐墓几十年，阖门诵书，不应辟召。兄弟耕地以奉母，后以进士登第。大中末年，赵隐兄弟并任省阁。咸通初年，以兵部员外郎知制诰，转兵部郎中，正拜中书舍人。咸通六年（865年），以中书舍人赵骘权知礼部贡举。咸通七年（866年），选士，多得名流，拜礼部侍郎、御史中丞，官至华州刺史、潼关防御、镇国军等使，郑仁表被他任用为掌书记。官至宣歙观察使，去世。其子趙光遠。